# Fodé Camara
Fodé Camara (1988. augusztus 17. –) guineai válogatott labdarúgó, a Horoya hátvédje.

## Pályafutása

### A válogatottban
2012. október 14-én mutatkozott be a guineai válogatottban, a 2014-es Afrika-kupa selejtező mérkőzésen, amikor 2-0-ra kikaptak Nigertől. 2015-ben behívták a 2015-ös Afrika-kupára készülő keretbe. Egy mérkőzésen lépett pályára, a negyeddöntőben Ghána ellen (0-3).